# گرافهورشت (آلمان)
گرافهورشت (به آلمانی: Grafhorst) یک شهر در آلمان است که در Helmstedt واقع شده‌است. گرافهورشت ۱٬۰۶۹ نفر جمعیت دارد.